# Conrad von Rappard
Conrad (Konrad) (Edler) von Rappard (* 19. August 1805 in Unna; † 11. Juni 1881 in Matten bei Interlaken, Schweiz) war Jurist und Mitglied der Frankfurter Nationalversammlung.

## Leben
Conrad von Rappard wurde als Sohn des Justizdirektors Conrad Gerhard (* 1778; † 1863) und dessen Frau Ottilie, geborene Pilgrim (* 1782; † 1873), Tochter eines Salinenbeamten, geboren. Nach dem Abitur 1823 am Gymnasium Hammonense in Hamm begann er 1824 Rechtswissenschaft in Bonn, Halle und Jena zu studieren. In Bonn trat er dem Corps Guestphalia bei. Nach seinem Studium war er bis 1832 Gerichtsreferendar in Berlin. Anschließend war er in Unna Land- und Gerichtsassessor, 1837 zum Kammergerichts-Assessor ernannt. 1839 wurde er Land- und Stadtrichter in Altlandsberg, 1840 Mitglied einer Sozietät zur Erschließung und Organisierung des Braunkohlebergbaus in der Mittelmark. Ab 1841 war er Besitzer und Teilhaber verschiedener Braunkohlegruben und -bergwerke in den Kreisen Lebus und Storkow. Im selben Jahr ging er in gleicher Position wie in Altlandsberg nach Beelitz, 1843 nach Unna und ab 1844 nach Wollstein.
Neben seinen Engagement im Braunkohleabbau bei Frankfurt/Oder erscheint er wesentlich im Zusammenhang mit dem Bergbau in Rauen bei Fürstenwalde/Spree. Ab September 1841 veranlasste er mit vorläufiger Schürferlaubnis im Grubenfeld Paul in Rauen die Anlage von Versuchsbohrungen und -schächten, die zunächst drei erste sattelförmige Braunkohleflöze feststellten. Ab Sommer 1842 gingen dort drei Förderschächte in Betrieb, womit der Rauener Bergbau seinen Anfang nahm und von Rappard als dessen Begründer angesehen werden darf. Die endgültige Verleihung des Schürfrechts für diverse Grubenfelder bei Rauen erfolgte am 2. Dezember 1842. Ebenfalls im Sommer 1842 ließ er von den bereits vorhandenen drei Förderschächten ausgehend, eine Pferdeeisenbahn zur Großen Tränke in Fürstenwalde und dort eine Kohleablage zur Zwischenlagerung vor Weitertransport mittels Kähnen nach Berlin anlegen. Im Zusammenhang mit dem Aufbau dieser Infrastruktur (dazu gehörte zeitweilig auch die Einrichtung von für Braunkohle geeigneten „Feuerstellen“ in Berliner Lokalen und Privathäusern auf eigene Kosten) überschätzte von Rappard sowohl seine finanziellen Möglichkeiten wie auch seine Einnahmen vom Kohleverkauf. Dem versuchte er mit Darlehensantrag an den König vom 24. November 1842 zu begegnen, in dessen Begründung er u. a. behauptete, die Förderung könne Berlin für Jahrhunderte mit Braunkohle versorgen bei einer geschätzten täglichen Förderung von 1000 t. Tatsächlich wurden im besagten Zeitraum nur 300 t täglich gefördert, und der Bergbau wurde nach gut 60 Jahren beendet (abgesehen von den Petersdorfer Gruben, die etwa um 1925 geschlossen wurden und den Rauener Notkohlegruben, in denen nach dem Zweiten Weltkrieg noch einmal für kurze Zeit eine Förderung stattfand). Trotz des am 23. Februar 1844 bewilligten Darlehns in Höhe von 60000 Talern blieb die finanzielle Situation weiter angespannt, so dass von Rappard zur Kapitalerhöhung mit Wirkung vom 15. November 1844 und 25 Anteilseignern die Aktiengesellschaft Rauenscher Bergwerksverein gründete, welcher 1853 in Konkurs ging.
1844 gab er seine Tätigkeit als Richter auf. Zugleich wurde er Besitzer der Rittergüter Osdorf und Glambeck bei Angermünde.
Am 18. Mai 1848 wurde von Rappard Mitglied der Frankfurter Nationalversammlung, der er bis zur Auflösung des Rumpfparlaments angehörte. Dort war er zunächst in der Fraktion Württemberger Hof, dann Mitglied der Fraktion Westendhall. Im Januar 1849 mit dem Zerfall der Westendhall wurde er Mitglied des Zentralmärzvereins. Er spielte eine maßgebliche Rolle beim Zustandekommen des Simon-Gagern-Pakt am 22. März 1849. Am 15. Mai 1849 wurde er Mitglied des Zentralausschusses für die Prüfung der Wahlen.
Nachdem von Rappard 1849 wegen der Mitgliedschaft im Rumpfparlament des Hochverrats angeklagt worden war, flüchtete er über Berlin und England nach Zürich. 1850 erwarb er, zusammen mit August Heinrich Simon das Gut Mariafeld bei Meilen. Dieses gab er bereits ein Jahr darauf wieder auf und begründete unter anderem mit August Menzel das Mikroskopische Institut in Zürich. Ebenfalls 1851 hielt er sich zur Forschung in Paris auf und trat in den folgenden Jahren verschiedene Forschungsreisen nach Frankreich, Holland, England und Italien an. 1853 wurde er in Abwesenheit zu 15 Jahren Haft wegen Hochverrats verurteilt. Durch dieses Urteil und seinen dadurch bedingten Aufenthalt im Exil zerbrach seine Familie.
Am 28. Juni 1856 verheiratete von Rappard sich in der reformierten Kirche Fribourg mit seiner zweiten aus Mecklenburg stammenden Ehefrau Albertine Engell (* 1832; † 1922). Ebenfalls 1856 erwarb er zwei Hotels (das Kurhaus Jungfraublick und das Hotel Giessbach) sowie ein Dampfschiff auf dem Brienzersee (den Schraubendampfer Giessbach). Im gleichen Jahr gründete er das Mikroskopische Institut (später Engell'sches Institut) in Wabern bei Bern. Am 19. Mai 1857 wurde in Wabern bei Bern die Tochter Clara von Rappard geboren, die eine bedeutende Malerin wurde. Im Januar 1858 wurde von Rappard in der Gemeinde Nieder-Gerlafingen (Kanton Solothurn) eingebürgert und im gleichen Jahr erfolgte seine Amnestierung vom Hochverrat. 1862 gründete er die Aktiengesellschaft Hotel Jungfraublick bei Interlaken, die er zusammen mit Friedrich Wilhelm Loewe leitete.
Aus seiner ersten Ehe, Scheidung 1854, mit Fanny Richter (* 1819; † 1874) stammt der Sohn Otto von Rappard (* 1843; † 1918). Der Genealoge Johann Georg von Rappard ist ein Urenkel des Conrad von Rappard.

## Genealogie
- Alexander Freiherr von Dachenhausen: Genealogisches Taschenbuch der Adeligen Häuser 1882, 7. Jahrgang, Buschak & Irrgang, Brünn/Wien November 1881, S. 406 f.
- GGT/ Der Gotha: Gothaisches Genealogisches Taschenbuch der Briefadeligen Häuser 1910, S. 616 ff. Ausgabe 1912; S. 739 ff., ff. Gothaisches Genealogisches Taschenbuch der Adeligen Häuser. Alter Adel und Briefadel. 1925, f.  Gothaisches Genealogisches Taschenbuch der Adeligen Häuser. Zugleich Adelsmatrikel der Deutschen Adelsgenossenschaft. Teil B (Briefadel) 1940, Justus Perthes, Gotha. (Redaktion und Druck jeweils im Vorjahr).
- Hans Friedrich von Ehrenkrook, Jürgen Thiedicke von Flotow-Stuer, Friedrich Wilhelm Euler: Genealogisches Handbuch der Adeligen Häuser, B (Briefadel) 1954, Band I, Band 9 der Gesamtreihe GHdA, Hrsg. Deutsches Adelsarchiv, C. A. Starke, Glücksburg (Ostsee) 1954. S. 343–345. ISSN 0435-2408